# ISO 8859-2
ISO 8859-2, s polnim imenom ISO/IEC 8859-2, manj formalno tudi Latin-2, predstavlja drugi del mednarodnega standarda ISO/IEC 8859 za kodirani nabor znakov.
ISO 8859-2 kodira 191 znakov latinične abecede št. 2, pri čemer vsakemu znaku ustreza osembitna koda. Znaki so izbrani tako, da omogočajo izmenjavo elektronskih sporočil v naslednjih jezikih: bošnjaščina, češčina, hrvaščina, lužiška srbščina, madžarščina, poljščina, slovaščina, slovenščina, srbohrvaščina in srbščina v latinični transkripciji. Pri tem je treba omeniti, da je uporabnost za romunščino pogojna, ker sta črki Ș in Ț (S in T z vejico spodaj) nadomeščeni s črkama Ş in Ţ (S in T s sedijem). Ti znaki so bili v prvi različici standarda Unicode združeni, kar pomeni, da so obravnavali razliko med vejico in sedijem kot tipografski različek in ne kot ločeno črko.
| ISO/IEC 8859-2 | ISO/IEC 8859-2 | ISO/IEC 8859-2 | ISO/IEC 8859-2 | ISO/IEC 8859-2 | ISO/IEC 8859-2 | ISO/IEC 8859-2 | ISO/IEC 8859-2 | ISO/IEC 8859-2 | ISO/IEC 8859-2 | ISO/IEC 8859-2 | ISO/IEC 8859-2 | ISO/IEC 8859-2 | ISO/IEC 8859-2 | ISO/IEC 8859-2 | ISO/IEC 8859-2 | ISO/IEC 8859-2 |
|                | x0             | x1             | x2             | x3             | x4             | x5             | x6             | x7             | x8             | x9             | xA             | xB             | xC             | xD             | xE             | xF             |
| -------------- | -------------- | -------------- | -------------- | -------------- | -------------- | -------------- | -------------- | -------------- | -------------- | -------------- | -------------- | -------------- | -------------- | -------------- | -------------- | -------------- |
| 0x             | neuporabljeno  | neuporabljeno  | neuporabljeno  | neuporabljeno  | neuporabljeno  | neuporabljeno  | neuporabljeno  | neuporabljeno  | neuporabljeno  | neuporabljeno  | neuporabljeno  | neuporabljeno  | neuporabljeno  | neuporabljeno  | neuporabljeno  | neuporabljeno  |
| 1x             | neuporabljeno  | neuporabljeno  | neuporabljeno  | neuporabljeno  | neuporabljeno  | neuporabljeno  | neuporabljeno  | neuporabljeno  | neuporabljeno  | neuporabljeno  | neuporabljeno  | neuporabljeno  | neuporabljeno  | neuporabljeno  | neuporabljeno  | neuporabljeno  |
| 2x             | SP             | !              | "              | #              | $              | %              | &              | '              | (              | )              | *              | +              | ,              | -              | .              | /              |
| 3x             | 0              | 1              | 2              | 3              | 4              | 5              | 6              | 7              | 8              | 9              | :              | ;              | <              | =              | >              | ?              |
| 4x             | @              | A              | B              | C              | D              | E              | F              | G              | H              | I              | J              | K              | L              | M              | N              | O              |
| 5x             | P              | Q              | R              | S              | T              | U              | V              | W              | X              | Y              | Z              | [              | \              | ]              | ^              | _              |
| 6x             | `              | a              | b              | c              | d              | e              | f              | g              | h              | i              | j              | k              | l              | m              | n              | o              |
| 7x             | p              | q              | r              | s              | t              | u              | v              | w              | x              | y              | z              | {              | \|             | }              | ~              |                |
| 8x             | neuporabljeno  | neuporabljeno  | neuporabljeno  | neuporabljeno  | neuporabljeno  | neuporabljeno  | neuporabljeno  | neuporabljeno  | neuporabljeno  | neuporabljeno  | neuporabljeno  | neuporabljeno  | neuporabljeno  | neuporabljeno  | neuporabljeno  | neuporabljeno  |
| 9x             | neuporabljeno  | neuporabljeno  | neuporabljeno  | neuporabljeno  | neuporabljeno  | neuporabljeno  | neuporabljeno  | neuporabljeno  | neuporabljeno  | neuporabljeno  | neuporabljeno  | neuporabljeno  | neuporabljeno  | neuporabljeno  | neuporabljeno  | neuporabljeno  |
| Ax             | NBSP           | Ą              | ˘              | Ł              | ¤              | Ľ              | Ś              | §              | ¨              | Š              | Ş              | Ť              | Ź              |                | Ž              | Ż              |
| Bx             | °              | ą              | ˛              | ł              | ´              | ľ              | ś              | ˇ              | ¸              | š              | ş              | ť              | ź              | ˝              | ž              | ż              |
| Cx             | Ŕ              | Á              | Â              | Ă              | Ä              | Ĺ              | Ć              | Ç              | Č              | É              | Ę              | Ë              | Ě              | Í              | Î              | Ď              |
| Dx             | Đ              | Ń              | Ň              | Ó              | Ô              | Ő              | Ö              | ×              | Ř              | Ů              | Ú              | Ű              | Ü              | Ý              | Ţ              | ß              |
| Ex             | ŕ              | á              | â              | ă              | ä              | ĺ              | ć              | ç              | č              | é              | ę              | ë              | ě              | í              | î              | ď              |
| Fx             | đ              | ń              | ň              | ó              | ô              | ő              | ö              | ÷              | ř              | ů              | ú              | ű              | ü              | ý              | ţ              | ˙              |

V tabeli je znak 0x20 navaden presledek, 0xA0 pa nedeljiv presledek. 0xAD je mehki deljaj, ki se v vseh standardnih pregledovalnikih ne bi smel pokazati.
Znaki s kodami 00-1F, 7F, in 80-9F s standardom ISO/IEC 8859-2 niso določeni.